# Comté d'Emmet (Michigan)
Pour les articles homonymes, voir Comté d'Emmet.
Le comté d'Emmet (Emmet County en anglais) est un comté situé dans l'extrême nord de la péninsule inférieure de l'État du Michigan, sur le détroit de Mackinac qui sépare la péninsule inférieure et la péninsule supérieure de l'État. Son siège est à Petoskey. Selon le recensement de 2010, sa population est de 32 694 habitants.

## Géographie
Le comté a une superficie de 2 285 km2, dont 1 212 km2 en surfaces terrestres.

### Comtés adjacents
- Comté de Mackinac (nord)
- Comté de Cheboygan (est)
- Comté de Charlevoix (sud-est)